# Millennium Final
Millennium Final foi um evento de wrestling profissional em formato pay-per-view organizado pela World Championship Wrestling. Ocorreu dia 16 de novembro de 2000 na Arena Oberhausen em Oberhausen, Alemanha.